# Oligoryzomys griseolus
Oligoryzomys griseolus је врста глодара из породице хрчкова (лат. Cricetidae). 

## Распрострањење
Врста има станиште у Венецуели и Колумбији.

## Станиште
Врста Oligoryzomys griseolus има станиште на копну.

## Угроженост
Ова врста није угрожена, и наведена је као последња брига јер има широко распрострањење.

### Популациони тренд
Популација ове врсте се смањује, судећи по расположивим подацима.